# Konfiguration (Computer)
Mit einer Konfiguration bezeichnet man eine bestimmte Anpassung von Programmen und/oder Hardwarebestandteilen eines Computers an das vorhandene System, sowie das System selbst in seiner Zusammenstellung. Eine Konfiguration besteht aus einer oder mehreren Einstellungen und kann daher als ihre Zusammenfassung  verstanden werden („Konfigurationseinstellungen“).
Neben der Installation (Ersteinstellung, englisch setup) umfasst der Begriff auch die wählbaren Voreinstellungen (default, auch Optionen) der Betriebsparameter.
Unter einer Hardware-Konfiguration versteht man eine bestimmte Zusammenstellung der Bauteile eines PCs. So besteht eine Konfiguration z. B. aus einer bestimmten Hauptplatine, einem Prozessortyp, einer bestimmten Grafikkarte und einer bestimmten Festplatte. Man kann dann z. B. das Computersystem softwareseitig so konfigurieren, dass es auf einen bestimmten Drucker druckt, indem man einen Gerätetreiber installiert.
Hauptproblem der softwareseitigen Konfiguration ist, dass alle Prozesse im Prinzip ihre Konfiguration „vergessen“, wenn sie beendet werden, einschließlich aller elektronischen Geräte, wenn sie abgeschaltet werden. Daher gibt es viele Mechanismen, die Konfiguration zu sichern:
- Das gilt z. B. für das Hochfahren des Computers, das darum auch booten heißt: Zwar kann das Gerät aus nicht-flüchtigen Speichern Konfigurationen auslesen, muss aber wissen, wie es diesen Speicher ausliest. Daher ist ein Startvorgang immer ein Prozess, der sich von einer Konfiguration zur nächsten weiterarbeitet. Der Initialspeicher, den ein handelsüblicher Desktop ausliest, ist das BIOS, das in einem eigenen kleinen, batteriebetriebenen Speicher platziert ist (meist in einem EPROM. Moderne Geräte verwenden auch eine Firmware, die auf Flash-Speichern beruht). Dort kann ausgelesen werden, in welchen Speicherbereichen der Treiber und seine Einstellungen für den Boot-Datenträger zu finden sind, wo der Bootsektor einer Festplatte zu finden ist, wo das Betriebssystem auszulesen ist, und so fort.
- Das Problem setzt sich auf höherer Ebene fort, denn auch das Betriebssystem muss seine Konfiguration auslesen (bei Windows-Systemen etwa aus der Registry, bei Unix-basierten Systemen aus einzelnen Konfigurationsdateien, System-weit etwa in /etc), und auch Anwendungssoftware benötigt beim Start Voreinstellungen, die unter Windows ebenfalls in der Registry oder aber in programmspezifischen Initialisierungsdateien oder -datenbanken liegen.

Eingebürgert haben sich typische Grundkonfigurationen (Defaultkonfiguration, Voreinstellung), die für den allgemeinen Betrieb brauchbar sind. Darauf aufbauend kann ein Benutzer eigene Systemzusammenstellungen und Einstellungen vornehmen (benutzerdefinierte Konfiguration), was man analog zur Feineinstellung alter Radioempfangsgeräte Tunen (eigentlich: ‚Stimmen eines Musikinstruments‘) nennt. Eine Defaultkonfiguration, auf die man zurückgeht, wenn die Einstellungen Probleme bereiten (Fehlkonfiguration), nennt man Fail-Safe-Konfiguration (‚ausfallsichere Konfiguration‘).
Die Konfiguration ist ein zentraler Aspekt der IT-Sicherheit. So gibt das Bundesamt für Sicherheit in der Informationstechnik im Lagebericht 2005 an, dass der Komplex „unbeabsichtigte Fehlkonfiguration/menschliches Versagen“ zu etwa 30 % an der Art der Sicherheitsverstöße bzw. Angriffsmethoden auf gewerbliche IT-Systeme beteiligt ist, während die Ausnutzung einer Schwachstelle im Betriebssystem oder der Software knapp 60 % ausmacht (dabei umfasst der Begriff ‚Schwachstelle‘ echte Softwarefehler genauso wie mangelhafte Setupkonfiguration).

## Betriebssysteme
Bei Betriebssystemen finden sich meist für den Benutzer einfach zu erreichende, zusammengefasste Systemeinstellungs-Dialoge, -Programme oder -Apps, in denen eine Übersicht über alle verfügbaren relevanten Einstellungen mehr oder minder übersichtlich, meist in irgendeiner Form eingeteilt in Kategorien oder Themengebiete präsentiert werden. Derartige „Systemeinstellungen“ haben jedoch nur eine gewisse Tiefe, d. h. sie lassen keine Konfiguration bis ins letzte Detail zu, sondern dienen eher zur allgemeinen Konfiguration.
Beispiele:
- „Einstellungen“ z. B. in Gnome und Windows ab Windows 10, als moderner Ersatz für die Systemsteuerung
- „Kontrollzentrum“ z. B. in früheren Versionen von KDE[2] und Gnome
- „Systemeinstellungen“ z. B. unter macOS[3] oder unter KDE Plasma 5[4]
- „Systemsteuerung“ unter Windows (seit Version 1.0 von 1985)